# Henry Bradley Plant
Pour les articles homonymes, voir Plant (homonymie).
Henry Bradley Plant (27 octobre 1819 - 23 juin 1899) est un homme d'affaires ayant fait sa fortune en Floride aux États-Unis en investissant dans le domaine du transport et en particulier dans le secteur ferroviaire.
Son réseau ferroviaire, dénommé Plant System, donna naissance par la suite à la compagnie ferroviaire Atlantic Coast Line Railroad. Plant City, située près de la ville de Tampa en Floride tire son nom de l'homme d'affaires.

## Biographie
Henry Bradley Plant est né le 27 octobre 1819 à Branford dans le Connecticut. Il est le fils de Betsey (Bradley) et d'Anderson Plant, un fermier aisé. Son père décéda alors qu'il n'avait que six ans et sa mère se remaria ensuite puis déménagea à Martinsburg puis à New Haven où il entra dans une école privée. Sa grand-mère qui espérait le voir devenir homme d'église lui proposa une éducation au Yale College mais impatient de travailler, il commença sa carrière comme homme à tout faire sur un bateau à vapeur.
Il travailla ensuite pour la firme Adams Express Company active dans le domaine du service de livraisons rapides par trains ou par bateaux. Après quelques années, on le plaça comme responsable d'un bureau de la compagnie. En 1853, sa femme, Ellen Elizabeth (Blackstone) Plant, avec qui il s'était marié en 1842, fut obligée de partir pour le sud pour raison de santé. Le couple arriva ainsi à Jacksonville en Floride. Il devint le responsable principal de sa compagnie pour toute la région située au sud du fleuve Potomac et de la rivière Ohio.
À l'approche de la Guerre de Sécession, les patrons d'Adams Express, originaires du nord du pays, et qui prirent peur que les États Confédérés du sud confisquent leur société décidèrent de transférer la partie sud de la société à Plant. Il continua à organiser cette partie de la compagnie et en 1861 elle fut nommée Southern Express Company. Il devint président de cette corporation centralisée en Géorgie. La compagnie travailla pour les Confédérés.
Après la guerre qui vit la défaite des États confédérés, les compagnies ferroviaires de la région étaient ruinées et en mauvais état. Nombre d'entre elles firent faillite lors de la crise économique de 1873. Convaincu d'un futur essor économique de la Floride et profitant de la fermeture de ces entreprises, il racheta à des prix cassés en 1879 et 1880 l'Atlantic and Gulf Railroad et la Charleston and Savannah Railroad. Au départ de ces lignes de chemin de fer, il commença l'édification d'un système ferroviaire qui 20 ans plus tard englobera 14 compagnies ferroviaires pour près de 3 375 km de voies ferrées sans compter des lignes de bateaux à vapeur et plusieurs hôtels.
En 1882, il lança un holding du nom de  Plant Investment Company  avec des investisseurs du nord du pays dont Henry Morrison Flagler. La localité de Tampa, alors un village de quelques centaines d'habitants devint le terminus d'une de ses lignes ainsi qu'un port d'attache pour ses bateaux reliant Cuba.
Pour accueillir les visiteurs cherchant le climat doux de la région, il construisit dans la ville le Tampa Bay Hotel, un hôtel gigantesque de style architectural Maure dont le coût s'est élevé à 2 500 000 dollars. Ce bâtiment est aujourd'hui utilisé par l'Université de Tampa et accueille également le musée Henry B. Plant Museum. La ville et la Floride connurent alors une forte augmentation de la population. L'arrivée massive d'habitants utilisant ses lignes firent de Plant l'homme le plus riche et le plus puissant du Sud du pays.
Sa première femme décéda en février 1861 et il se remaria en 1873 avec Margaret Josephine Loughman. Après sa mort en 1899, sa compagnie fut réorganisée pour former l'Atlantic Coast Line Railroad. 